# Atriplex cinerea
Espèce
Classification APG III (2009)
Atriplex cinerea est un arbuste à feuillage persistant, anciennement de la famille des Chenopodiaceae, originaire d'Australie.

## Habitat
On le trouve dans les zones côtières abritées et autour des lacs salés d'Australie-Occidentale, d'Australie-Méridionale, de Tasmanie, du Victoria et de Nouvelle-Galles du Sud.

## Description
Sa hauteur varie généralement de 20 cm à 1,5 mètre. Les fleurs sont crème, jaunes ou grisâtres.